# Falsomesosella annamensis
Falsomesosella annamensis es una especie de escarabajo longicornio del género Falsomesosella, tribu Mesosini, subfamilia Lamiinae. Fue descrita científicamente por Breuning en 1939.

## Descripción
Mide 7,5 milímetros de longitud.

## Distribución
Se distribuye por Vietnam.